# Варяжский Ручей (населённый пункт)
Варя́жский Руче́й (Гаря́жский Руче́й, Горяжкино) — упразднённый в 1937 году населённый пункт Мурманской области России. Существовал в 1920—1937 годах, включён в черту с. Абрам-Мыс. С 1950 года территория в городе Мурманске.

## Топоним
Назван в 1920 году по ручью, на берегах которого возник.

## География
Располагался на западном берегу Кольского залива, при впадении в него ручья Варяжского, южнее современной Лесной улицы.

## История
Местность при впадении Варяжского ручья в Кольский залив упоминается в жизнеописании кольского святого Варлаа́ма Ке́ретского примерно в 1535 году.

## Население
Численность населения — 20 человек (1920), 21 (1926).

## Инфраструктура
С 1930-х — место размещения водозабора для бункеровки водой маломерных судов.